# DFB-Pokal 2002/03
Der DFB-Pokal 2002/03 war die 60. Austragung des Fußballpokalwettbewerbes der Männer. Die Spiele begannen am 28. August und endeten mit dem Finale im Olympiastadion Berlin am 31. Mai 2003. Pokalsieger wurde der FC Bayern München, der mit 3:1 gegen den 1. FC Kaiserslautern gewann. Im Achtelfinale hatten die Bayern Titelverteidiger FC Schalke 04 im Elfmeterschießen ausgeschaltet.
Der DFB-Pokalsieger erhielt Startrecht in der 1. Runde des UEFA-Pokals 2003/04. Da die Bayern sich jedoch als Deutscher Meister bereits für die UEFA Champions League 2003/04 qualifiziert hatten, durfte der unterlegene Pokalfinalist 1. FC Kaiserslautern im UEFA-Pokal starten. Dabei scheiterte dieser in der 1. Runde am tschechischen Pokalsieger FK Teplice.

## Teilnehmende Mannschaften
Für die erste Runde waren folgende 64 Mannschaften qualifiziert:
| Bundesliga die 18 Vereine der Saison 2001/02 | 2. Bundesliga die 18 Vereine der Saison 2001/02 | Regionalliga die zwei Erstplatzierten der beiden Regionalligen in der Saison 2001/02                       | Verbandspokal die Landespokalsieger der 21 Landesverbände des DFB 1 (in Klammern die Spielklasse) |
| Borussia Dortmund Bayer 04 Leverkusen FC Bayern München Hertha BSC FC Schalke 04 (TV) Werder Bremen 1. FC Kaiserslautern VfB Stuttgart TSV 1860 München VfL Wolfsburg Hamburger SV Borussia Mönchengladbach Energie Cottbus Hansa Rostock 1. FC Nürnberg SC Freiburg 1. FC Köln FC St. Pauli | Hannover 96 Arminia Bielefeld VfL Bochum 1. FSV Mainz 05 SpVgg Greuther Fürth 1. FC Union Berlin Eintracht Frankfurt LR Ahlen SV Waldhof Mannheim SSV Reutlingen 05 MSV Duisburg Rot-Weiß Oberhausen Karlsruher SC Alemannia Aachen SpVgg Unterhaching 1. FC Saarbrücken 1. FC Schweinfurt 05 SV Babelsberg 03 | - Regionalliga Nord VfB Lübeck Eintracht Braunschweig - Regionalliga Süd Wacker Burghausen Eintracht Trier | - Baden: TSG 1899 Hoffenheim (RL) - Bayern: FC Bayern Amateure (RL) SSV Jahn Regensburg (RL) - Berlin: Tennis Borussia Berlin (OL) - Brandenburg: Eisenhüttenstädter FC Stahl (OL) - Bremen: Werder Bremen Amateure (RL) - Hamburg: USC Paloma Hamburg (LL) - Hessen: Kickers Offenbach (RL) - Mecklenburg-Vorpommern: FC Schönberg 95 (OL) - Mittelrhein: Alemannia Aachen Amateure (OL) - Niederrhein: Rot-Weiss Essen (RL) - Niedersachsen: VfL Wolfsburg Amateure (OL) SV Concordia Ihrhove (OL) - Rheinland: FSV Salmrohr (OL) - Saarland: 1. FC Saarbrücken Amateure (VL) - Sachsen: FC Erzgebirge Aue (RL) - Sachsen-Anhalt: Hallescher FC (OL) - Schleswig-Holstein: Holstein Kiel (RL) - Südbaden: Bahlinger SC (OL) - Südwest: 1. FSV Mainz 05 Amateure (OL) - Thüringen: FC Rot-Weiß Erfurt (RL) - Westfalen: SC Paderborn 07 (RL) Sportfreunde Siegen (RL) - Württemberg: VfR Aalen (RL) |

## 1. Hauptrunde
| Datum                    |                             | Ergebnis                         |                          |
| ------------------------ | --------------------------- | -------------------------------- | ------------------------ |
| Mi 28.08.2002, 19:30 Uhr | Tennis Borussia Berlin      | 1:2 (0:1)                        | FC St. Pauli             |
| Fr 30.08.2002, 19:00 Uhr | TSG 1899 Hoffenheim         | 4:1 (1:1)                        | SpVgg Greuther Fürth     |
| Fr 30.08.2002, 19:00 Uhr | VfB Lübeck                  | 2:3 n. V. (2:2, 0:1)             | MSV Duisburg             |
| Fr 30.08.2002, 19:00 Uhr | SpVgg Unterhaching          | 1:1 n. V. (1:1, 1:0) (4:2 i. E.) | 1. FSV Mainz 05          |
| Fr 30.08.2002, 19:00 Uhr | Eintracht Braunschweig      | 1:2 (0:1)                        | SSV Reutlingen 05        |
| Fr 30.08.2002, 19:00 Uhr | 1. FC Saarbrücken           | 1:1 n. V. (1:1, 1:1) (3:4 i. E.) | SV Waldhof Mannheim      |
| Fr 30.08.2002, 19:00 Uhr | 1. FC Schweinfurt 05        | 1:2 n. V. (1:1, 0:0)             | 1. FC Union Berlin       |
| Sa 31.08.2002, 15:30 Uhr | Eintracht Trier             | 0:2 (0:1)                        | 1. FC Nürnberg           |
| Sa 31.08.2002, 15:30 Uhr | Wacker Burghausen           | 0:2 (0:2)                        | Energie Cottbus          |
| Sa 31.08.2002, 15:30 Uhr | SC Paderborn 07             | 1:4 (0:0)                        | VfB Stuttgart            |
| Sa 31.08.2002, 15:30 Uhr | FC Erzgebirge Aue           | 1:3 (1:2)                        | VfL Bochum               |
| Sa 31.08.2002, 15:30 Uhr | FC Schönberg 95             | 0:6 (0:1)                        | Hamburger SV             |
| Sa 31.08.2002, 15:30 Uhr | SV Concordia Ihrhove        | 0:3 (0:0)                        | Borussia Dortmund        |
| Sa 31.08.2002, 15:30 Uhr | Werder Bremen Amateure      | 0:3 (0:0)                        | FC Bayern München        |
| Sa 31.08.2002, 15:30 Uhr | Eisenhüttenstädter FC Stahl | 0:1 (0:1)                        | Werder Bremen            |
| Sa 31.08.2002, 15:30 Uhr | VfR Aalen                   | 2:3 n. V. (2:2, 2:1)             | Hannover 96              |
| Sa 31.08.2002, 15:30 Uhr | SSV Jahn Regensburg         | 1:2 (1:0)                        | LR Ahlen                 |
| Sa 31.08.2002, 15:30 Uhr | Kickers Offenbach           | 3:1 n. V. (1:1, 1:1)             | Karlsruher SC            |
| Sa 31.08.2002, 15:30 Uhr | VfL Wolfsburg Amateure      | 1:3 (1:1)                        | 1. FC Köln               |
| Sa 31.08.2002, 15:30 Uhr | Bahlinger SC                | 1:0 (1:0)                        | Alemannia Aachen         |
| Sa 31.08.2002, 18:00 Uhr | Hallescher FC               | 1:3 (1:3)                        | SC Freiburg              |
| Sa 31.08.2002, 20:00 Uhr | FC Bayern München Amateure  | 1:2 (0:1)                        | FC Schalke 04            |
| So 01.09.2002, 14:30 Uhr | Holstein Kiel               | 1:1 n. V. (1:1, 1:0) (3:0 i. E.) | Hertha BSC               |
| So 01.09.2002, 15:00 Uhr | Sportfreunde Siegen         | 0:1 n. V.                        | Rot-Weiß Oberhausen      |
| So 01.09.2002, 15:00 Uhr | FC Rot-Weiß Erfurt          | 2:3 n. V. (2:2, 0:1)             | Eintracht Frankfurt      |
| So 01.09.2002, 15:30 Uhr | Alemannia Aachen Amateure   | 0:7 (0:1)                        | TSV 1860 München         |
| So 01.09.2002, 15:30 Uhr | 1. FC Saarbrücken Amateure  | 0:5 (0:2)                        | Arminia Bielefeld        |
| So 01.09.2002, 17:00 Uhr | USC Paloma Hamburg          | 0:5 (0:2)                        | 1. FC Kaiserslautern     |
| So 01.09.2002, 17:00 Uhr | SV Babelsberg 03            | 0:1 (0:1)                        | Borussia Mönchengladbach |
| So 01.09.2002, 17:00 Uhr | FSV Salmrohr                | 0:2 (0:0)                        | VfL Wolfsburg            |
| So 01.09.2002, 17:00 Uhr | 1. FSV Mainz 05 Amateure    | 0:2 (0:1)                        | Hansa Rostock            |
| So 01.09.2002, 20:30 Uhr | Rot-Weiss Essen             | 0:1 (0:1)                        | Bayer 04 Leverkusen      |

## 2. Hauptrunde
| Datum                    |                     | Ergebnis                         |                          |
| ------------------------ | ------------------- | -------------------------------- | ------------------------ |
| Di 05.11.2002, 19:00 Uhr | TSV 1860 München    | 2:2 n. V. (2:2, 2:1) (8:7 i. E.) | VfL Wolfsburg            |
| Di 05.11.2002, 19:00 Uhr | SC Freiburg         | 3:0 (2:0)                        | Borussia Dortmund        |
| Di 05.11.2002, 19:00 Uhr | Hamburger SV        | 2:0 (0:0)                        | MSV Duisburg             |
| Di 05.11.2002, 19:00 Uhr | Rot-Weiß Oberhausen | 1:0 (1:0)                        | Arminia Bielefeld        |
| Di 05.11.2002, 19:00 Uhr | Hansa Rostock       | 1:0 (0:0)                        | Eintracht Frankfurt      |
| Di 05.11.2002, 19:00 Uhr | TSG 1899 Hoffenheim | 1:5 (0:3)                        | 1. FC Köln               |
| Di 05.11.2002, 19:00 Uhr | SpVgg Unterhaching  | 1:0 (0:0)                        | 1. FC Union Berlin       |
| Mi 06.11.2002, 14:00 Uhr | Bahlinger SC        | 1:2 (1:1)                        | SV Waldhof Mannheim 07   |
| Mi 06.11.2002, 19:00 Uhr | Holstein Kiel       | 1:2 (1:1)                        | VfL Bochum               |
| Mi 06.11.2002, 19:00 Uhr | FC Bayern München   | 2:1 (0:0)                        | Hannover 96              |
| Mi 06.11.2002, 19:30 Uhr | Kickers Offenbach   | 2:3 n. V. (2:2, 2:0)             | 1. FC Nürnberg           |
| Mi 06.11.2002, 19:30 Uhr | Bayer 04 Leverkusen | 3:0 (0:0)                        | VfB Stuttgart            |
| Mi 06.11.2002, 19:30 Uhr | FC St. Pauli        | 0:3 (0:1)                        | Werder Bremen            |
| Mi 06.11.2002, 19:30 Uhr | Energie Cottbus     | 0:1 (0:0)                        | 1. FC Kaiserslautern     |
| Mi 06.11.2002, 19:30 Uhr | LR Ahlen            | 3:1 (1:0)                        | SSV Reutlingen 05        |
| Mi 06.11.2002, 20:45 Uhr | FC Schalke 04       | 5:0 (3:0)                        | Borussia Mönchengladbach |

## Achtelfinale
| Datum                    |                      | Ergebnis              |                        |
| ------------------------ | -------------------- | --------------------- | ---------------------- |
| Di 03.12.2002, 19:30 Uhr | TSV 1860 München     | 2:1 (0:1)             | Rot-Weiß Oberhausen    |
| Di 03.12.2002, 19:30 Uhr | Hamburger SV         | 0:1 (0:1)             | VfL Bochum             |
| Di 03.12.2002, 19:30 Uhr | SpVgg Unterhaching   | 3:2 (0:1)             | Hansa Rostock          |
| Di 03.12.2002, 19:30 Uhr | Bayer 04 Leverkusen  | 2:1 (1:0)             | SV Waldhof Mannheim 07 |
| Mi 04.12.2002, 19:00 Uhr | LR Ahlen             | 1:2 (0:1)             | SV Werder Bremen       |
| Mi 04.12.2002, 19:00 Uhr | 1. FC Nürnberg       | 0:2 (0:0)             | 1. FC Köln             |
| Mi 04.12.2002, 19:00 Uhr | 1. FC Kaiserslautern | 2:0 (0:0)             | SC Freiburg            |
| Mi 04.12.2002, 20:15 Uhr | FC Bayern München    | 0:0 n. V. (5:4 i. E.) | FC Schalke 04          |

## Viertelfinale
| Datum                    |                    | Ergebnis                         |                      |
| ------------------------ | ------------------ | -------------------------------- | -------------------- |
| Di 04.02.2003, 20:30 Uhr | FC Bayern München  | 8:0 (4:0)                        | 1. FC Köln           |
| Mi 05.02.2003, 19:00 Uhr | VfL Bochum         | 3:3 n. V. (2:2, 2:2) (3:4 i. E.) | 1. FC Kaiserslautern |
| Mi 05.02.2003, 19:30 Uhr | SpVgg Unterhaching | 2:2 n. V. (2:2, 0:1) (4:5 i. E.) | Bayer 04 Leverkusen  |
| Mi 05.02.2003, 20:30 Uhr | TSV 1860 München   | 1:4 n. V. (1:1, 0:0)             | SV Werder Bremen     |

## Halbfinale
| Datum                    |                      | Ergebnis  |                     |
| ------------------------ | -------------------- | --------- | ------------------- |
| Di 04.03.2003, 20:30 Uhr | 1. FC Kaiserslautern | 3:0 (1:0) | SV Werder Bremen    |
| Mi 05.03.2003, 20:30 Uhr | FC Bayern München    | 3:1 (1:0) | Bayer 04 Leverkusen |

## Finale
| Paarung              | FC Bayern München – 1. FC Kaiserslautern |
| Ergebnis             | 3:1 (2:0) |
| Datum                | 31. Mai 2003 um 19:30 Uhr |
| Stadion              | Olympiastadion, Berlin |
| Zuschauer            | 70.490 |
| Schiedsrichter       | Lutz Michael Fröhlich (Berlin) |
| Tore                 | 1:0 Ballack (3.) 2:0 Ballack (10., FE) 3:0 Pizarro (50.) 3:1 Klose (79.) |
| FC Bayern München    | Oliver Kahn – Willy Sagnol, Samuel Kuffour, Thomas Linke, Bixente Lizarazu (84. Michael Tarnat) – Owen Hargreaves, Jens Jeremies (76. Thorsten Fink), Michael Ballack, Zé Roberto (76. Mehmet Scholl) – Giovane Élber, Claudio Pizarro Cheftrainer: Ottmar Hitzfeld |
| 1. FC Kaiserslautern | Tim Wiese – Harry Koch (46. Thomas Riedl), Tomasz Kłos, Hervé Nzelo-Lembi, Bill Tchato – Lincoln (63. Christian Timm), Markus Anfang, Marian Hristov – Miroslav Klose , Vratislav Lokvenc, José Manuel Dominguez (81. Selim Teber) Cheftrainer: Eric Gerets         |
| Gelbe Karten         | Jeremies (18.) – Anfang (24.), Koch (44.), Klose (61.) |
| Platzverweise        | keine – Marian Hristov (78.) |

## Die Siegermannschaft
(in Klammern sind die Spiele und Tore angegeben)
| 1.                           | FC Bayern München |
| Wappen des FC Bayern München | - Tor: Oliver Kahn (6/-) - Abwehr: Robert Kovač (4/-); Samuel Kuffour (4/-); Thomas Linke (6/-); Bixente Lizarazu (5/-); Willy Sagnol (5/1); Michael Tarnat (3/-) - Mittelfeld: Michael Ballack (5/4); Sebastian Deisler (2/-); Markus Feulner (1/-); Thorsten Fink (2/-); Owen Hargreaves (5/1); Jens Jeremies (4/-); Niko Kovač (4/-); Hasan Salihamidžić (2/1); Mehmet Scholl (4/-); Bastian Schweinsteiger (1/2); Zé Roberto (5/-) - Angriff: Giovane Élber (6/6); Claudio Pizarro (6/2); Roque Santa Cruz (3/1); Alexander Zickler (1/-) - Trainer: Ottmar Hitzfeld |

## Beste Torschützen

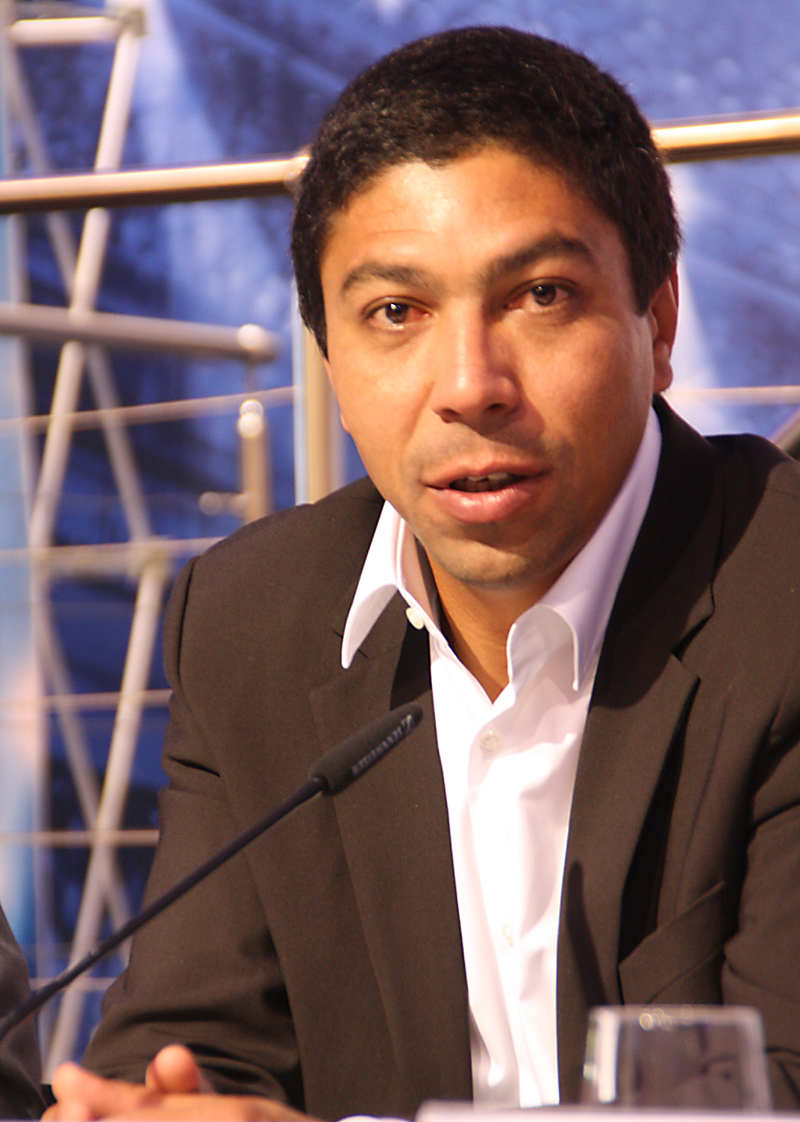
Giovane Élber

Nachfolgend sind die besten Torschützen des DFB-Pokals 2002/03 aufgeführt. Die Sortierung erfolgt nach Anzahl ihrer Treffer, bei gleicher Toranzahl alphabetisch.
| Rang | Spieler            | Verein               | Tore |
| ---- | ------------------ | -------------------- | ---- |
| 1    | Giovane Élber      | FC Bayern München    | 6    |
| 2    | Vratislav Lokvenc  | 1. FC Kaiserslautern | 5    |
|      | Martin Max         | TSV 1860 München     | 5    |
| 4    | Michael Ballack    | FC Bayern München    | 4    |
|      | Angelos Charisteas | Werder Bremen        | 4    |
|      | Saša Ćirić         | 1. FC Nürnberg       | 4    |
|      | Miroslav Klose     | 1. FC Kaiserslautern | 4    |
|      | Ebbe Sand          | FC Schalke 04        | 4    |
| 9    | Marcus Feinbier    | LR Ahlen             | 3    |
|      | Paul Freier        | VfL Bochum           | 3    |
|      | Ivan Klasnić       | Werder Bremen        | 3    |
|      | Sasa Radulovic     | Rot-Weiß Oberhausen  | 3    |
|      | Matthias Scherz    | 1. FC Köln           | 3    |
|      | Angelo Vaccaro     | SpVgg Unterhaching   | 3    |